# Night of Champions (2010)
Night of Champions (2010) — четвёртое по счёту шоу Night of Champions, PPV-шоу производства американского рестлинг-промоушна World Wrestling Entertainment (WWE). Шоу прошло 19 сентября 2010 года на «Олстейт Арена» в Розмонте, Иллинойс, США.

## Результаты
| #                                | Поединки | Условия | Время      |
| -------------------------------- | --- | --- | ---------- |
| Dark                             | Джон Моррисон победил Теда Дибиаси (с Марис) | Поединок один на один                                                                                                  | Неизвестно |
| 1                                | Дольф Зигглер (c) (с Вики Герреро и Кейтлин) победил Кофи Кингстона | Поединок за титул интерконтинентального чемпиона WWE; если Зигглер будет дисквалифицирован, Кингстон станет чемпионом. | 12:42      |
| 2                                | Биг Шоу победил СМ Панка | Поединок один на один                                                                                                  | 04:43      |
| 3                                | Дэниел Брайан победил Миза (c) | Поединок за титул чемпиона США WWE                                                                                     | 12:29      |
| 4                                | Мишель МакКул (женский) победила Мелину (див) | Поединок за объединение титулов чемпионки див WWE и женского чемпиона WWE с лесорубами                                 | 06:34      |
| 5                                | Кейн (c) победил Гробовщика | Поединок «без ограничений» за титул чемпиона мира в тяжелом весе                                                       | 18:29      |
| 6                                | Коди Роудс и Дрю Макинтайр победили Династию Харт (Девида Харт Смита и Тайсон Кидда) (c) (с Натальей), Усос (Джимми и Джей) (с Таминой), Сантино Марелло и Владимира Козлова и Эвана Борна и Марка Генри | Командный поединок четырех команд на выбывание за титул командных чемпионов WWE                                        | 11:42      |
| 7                                | Рэнди Ортон победил Шеймуса (c), Уэйда Баррета, Эджа, Джона Сину и Криса Джерико | Поединок шести рестлеров на выбывание за титул чемпиона WWE                                                            | 21:28      |
| (c) – чемпион на момент поединка | | |            |

Поединок шести рестлеров на выбывание
| Выбывание   | Рестлер      | Кем был выбит | Приём               | Время       |             |
| ----------- | ------------ | ------------- | ------------------- | ----------- | ----------- |
| 1           | Крис Джерико | Рэнди Ортон   | RKO                 | 1:29        |             |
| 2           | Эдж          | Джон Сина     | Attitude Adjustment | 15:00       |             |
| 3           | Джон Сина    | Уэйд Баррет   | Wasteland           | 18:58       |             |
| 4           | Уэйд Баррет  | Рэнди Ортон   | RKO                 | 20:32       |             |
| 5           | Шеймус       | Рэнди Ортон   | RKO                 | 21:28       |             |
| Победитель: | Рэнди Ортон  | Рэнди Ортон   | Рэнди Ортон         | Рэнди Ортон | Рэнди Ортон |